# إليسون هارفي
إليسون هارفي (بالإنجليزية: Ellison Harvie )‏ (من مواليد 18 أيار / مايو 1902 - تُوفيت في 27 أيلول / سبتمبر 1984) وهي مهندسة أسترالية وداعية للتنمية المهنية للمرأة. في عام 1938، أصبحت أول امرأة أسترالية تتخرج مع دبلوم التصميم المعماري. وبعد أربع سنوات، أصبحت أول امرأة تُنتخب في مجلس معهد الهندسة المعمارية الأسترالية في عام 1942، وكذلك أول زميلة في المعهد الملكي الفيكتوري للمعماريين في عام 1946. وفي نفس العام، أصبحت أول امرأة أسترالية تصبح شريك في شركة كبيرة.
عُرفت إليسون هارفي بخبرتها الكبيرة في تخطيط المستشفيات وإدارتها، حيث عملت في العديد من المشاريع الأسترالية، بما في ذلك مستشفى الرحمة في شرق ملبورن (1934-1936) والمباني الأربعة الأصلية متعددة الطوابق لمستشفى ملبورن الملكي (1936-1941).

## حياتها وتعليمها
ولدت أليسون هارفي في 18 مايو 1902 في براهران، ملبورن. وكان والداها روبرت ويليام هارفي وهو مصور وزوجته أليس إدينغتون. أحبت إليسون هارفي العمارة من صغرها وشجعها والدها. حضرت إليسون في مدرسة وارويك وهي مدرسة للبنات في شرق مالفيرن، سعت إلى الحصول على وظيفة كمساعدة مفكرة في ملبورن. ومع ذلك لم تنجح فالتحقت بكلية سوينبيرن للتقنية في عام 1920 وواصلت تدريبها المعماري هناك لمدة ثلاث سنوات.
في عام 1921 ، دعيت من قبل محاضرها آرثر ستيفنسون للانضمام إلى شركته التي أنشئت حديثًا وتقديم مقالاتها هناك. لقد كانت الشركة متخصصة في تصميم المستشفيات وتطورات الإسكان العام والتطورات التجارية من قبل بيرسي ميلدروم واستاذها آرثر ستيفنسون. بعد تخرجها من كلية سوينبرن للتقنية، سافرت إلى أوروبا لتوسيع معرفتها المعمارية والتعرف على أحدث الاتجاهات والتقنيات في الهندسة المعمارية. في عام 1925 عادت إلى ملبورن، حيث أكملت مقالاتها في شركة ستيفنسون. حضرت إليسون في ذلك الوقت في جامعة ملبورن، حيث درست حتى عام 1928. بالإضافة إلى اتساع معرفتها للعديد من المهندسين المعماريين مثل مارغريت موريسون. فازت هارفي بجائزة أتيليه لجامعة ملبورن وجائزة الرئيس لأفضل عمل طلابي في عام 1927. وفي عام 1938، أصبحت هارفي أول امرأة أسترالية تلقت شهادة دبلوم في التصميم المعماري.

## عملها
سجلت إليسون هارفي في المعهد الملكي الفيكتوري للمهندسين المعماريين في عام 1926 وانتُخبت زميلة في عام 1928. وفي العام نفسه الذي سجلت فيه، عيّنها ستيفنسون آند ميلدروم مهندسها المسؤول عن جناح جيسي ماكفيرسون لمستشفى الملكة فيكتوريا في شارع لونسديل، ملبورن. وساهمت إليسون في كل مشروع في المستشفى في ملبورن وسيدني خلال 1930 ، وقادت العمل في مستشفى سانت فنسنت (1933) ، ومستشفى ميرسي (1934 - 36) ومستشفى الماسونيون (1935).
مع نمو سمعة شركة ستيفنسون الدولية، تم إعادة هيكلة الشركة في عام 1937 لتعيين إليسون هارفي كشريكة في الشركة. أصبحت هارفي بعد هذا المنصب الجديد مسؤولة عن إدارة مقر ملبورن في سيدني. عندما اندلعت الحرب عام 1945 ، كانت هارفي يدير كلتا الشركتين. قامت إليسون بتطوير عقد بناء جديد يمكنه التكيف مع عدم الاستقرار الاقتصادي في ذلك الوقت.
طوال الفترة المتبقية من حياتها المهنية، شاركت إليسون في معظم المشاريع التجارية والمدنية الكبيرة، بدلاً من الهندسة المعمارية السكنية (المجال التقليدي للمعماريات الإناث). كانت مدافعة قوية عن التطور المهني للمرأة ومشاركتها في الحياة العامة حيث قامت إليسون ببناء نوادي لخدمة النساء على وجه التحديد وإظهار التأثير القوي للحداثة الدولية في عملها.
جلست هارفي في لجان المعهد الملكي الفيكتوري للمعماريين من عام 1929 وكانت عضوة في المعهد الملكي للمهندسين المعماريين البريطانيين. شعرت بالإحباط بسبب عدم وجود تقدير معماري في أستراليا ، وعملت في المعهد الملكي الفيكتوري للمهندسين المعماريين مجلس التعليم المعماري من 1946 حتى 1956 وعلى مجلس إدارة كلية الهندسة في جامعة ملبورن من 1945 حتى عام 1973. وفي عام 1942 أصبحت أول امرأة تُنتخب لمجلس معهد الهندسة المعمارية الأسترالية، وفي وقت لاحق، كانت زميلة الحياة في المعهد الملكي الأسترالي للمهندسين المعماريين. وواصلت العمل في المستشفيات حتى تقاعدها من الممارسة بدوام كامل في عام 1968.
توفيت إليسون هارفي في شرق ملبورن يوم 27 سبتمبر 1984.